# Stigant Point
Stigant Point är en udde i Antarktis. Den ligger i Sydshetlandsöarna. Argentina, Chile och Storbritannien gör anspråk på området.
Terrängen inåt land är kuperad åt sydost. Havet är nära Stigant Point åt nordväst. Trakten är glest befolkad. Närmaste befolkade plats är Commandante Ferraz Station, 18,0 kilometer öster om Stigant Point. 